# Адольф Гитлер и вегетарианство
Большинство биографов Адольфа Гитлера утверждают, что он был вегетарианцем со времени самоубийства Гели Раубаль в 1931 году до самой смерти. Существуют и аргументы против этого утверждения. Например биограф Гитлера Роберт Пейн писал, что у Гитлера «была особая любовь к баварским колбаскам», Сальваторе Паолини, бывший официант Гитлера утверждал, что фюрер «любил колбасы и ветчину, но в целом никогда не ел мясо, предпочитая картофель и свежие овощи», а Дион Лукас, повар Гитлера, в конце 1930-х годов писала, что любимым блюдом Гитлера были фаршированные голуби. Известно также, что у него был повар для приготовления вегетарианской пищи. В любом случае, все согласны с тем, что Гитлер, если и не был строгим вегетарианцем, то, по крайней мере, ограничивал употребление мяса.

## Аргументы в пользу вегетарианства Гитлера
Известный историк Третьего рейха Иоахим Фест писал, что Гитлер страдал с молодых лет от нарушения в работе желудка и кишечника. Гитлер был убежден в «своей высшей избранности», «своей исторической миссии», имел националистически окрашенную веру в «свое призвание», «свое особое предназначение». Для того, чтобы успеть выполнить его «огромную задачу», он старался продлить свою жизнь, с ипохондрической педантичностью наблюдал за своим здоровьем и в начале 1930-х годов перешел к вегетарианству.
Согласно сведениям биографов Гитлера, влияние на его диету оказали также работы композитора Рихарда Вагнера, который содействовал распространению вегетарианства. В 1881 году Вагнер приводил доводы в пользу того, что естественная диета человека была растительной, но человеческий генофонд был загрязнён из-за расового смешения и потребления мяса животных. Гитлер в юношеском возрасте восхищался Вагнером и говорил: «Я не притрагиваюсь к мясу в большей степени от мнения Вагнера относительно мясоедства».
Гитлер был сторонником идей социал-дарвинизма и находился под влиянием интеллектуальных течений, модных на рубеже 19-20 веков: скепсис по отношению к разуму и гуманности, романтическое прославление «инстинкта», «зова крови» и влечения. Проповедь Ницше о силе и аморальности «сверхчеловека» также входила в его идейный арсенал. Рассуждая о человеческом обществе, Гитлер приводил грубые аналогии с животным миром и увязывал это нелепым образом с вегетарианством. Например, в книге «Моя борьба» он писал: «В конечном счете извечно побеждает только стремление к самосохранению. Под ним так называемая гуманность как выражение помеси глупости, трусости и кичливого умничанья тает, словно снег под мартовским солнцем». Выступая 30 ноября 1929 г. в Херсбруке, Гитлер говорил, что человек должен исследовать законы природы и следовать им. «Одно существо пьет кровь другого. Одно, умирая, питает собой другое. Нечего молоть вздор о гуманности.» Гуманность — это «только служанка слабости [человека] и тем самым в действительности жесточайшая его губительница». Позже в застольных беседах Гитлер вещал, что обезьяны «затаптывают насмерть любого чужака в стае. А то, что верно для обезьян, должно быть в еще большей степени верно и для людей». И далее он без всякой иронии обосновывает свое вегетарианство «привычками обезьян в еде»: обезьяны указали ему правильный путь в питании.
В личных разговорах Гитлер часто перечислял доводы о пользе от употребления в пищу свежих овощей, фруктов и зерновых культур, в особенности для детей и солдат. Стараясь как-то подпортить аппетит гостям и заставить их стесняться поедания мяса, он в ярких деталях описывал увиденное им, когда он посещал еврейскую скотобойню. Однако Иоахим Фест на основании свидетельств окружения Гитлера отмечал следующие черты его «безликой личности»: неспособность жить без позерства, наигранность внешнего поведения, постоянное актерство, а также рациональность, хорошо рассчитанное хладнокровие и одержимость здоровьем. «Ему всегда были нужны слушатели». «Он постоянно следил за своим поведением» и «не говорил ни одного необдуманного слова». Данная характеристика — повод для некоторого сомнения в том, что Гитлер, рассказывая об увиденном на скотобойне, искренне сочувствовал животным и не играл на публику.
Учитывая, что интерес Гитлера к оккультным и восточным учениям, гипнозу, шамбале, тибетской мистике — особо обсуждаемый аспект из биографии вождя Рейха, во всех этих системах вегетарианство подразумевается, как отказ от «тяжелой» пищи для души, мешающей плодотворной работе психики.

## Защита животных при правлении Гитлера
В конце XIX века в Германии основной проблемой защиты прав животных была вивисекция. В 1927 году представителем НСДАП в парламенте страны была впервые поднята эта проблема. После прихода к власти национал-социалистической партии в 1933 году рейхстаг проголосовал за запрет вивисекции (Германия стала первой страной, запретившей подобные процедуры).
В начале 1934 года Гитлер распорядился о создании указа, который ограничивал охоту; Министерство торговли и занятости опубликовало указ 3 июля того же года. 1 июля 1935 года был принят «Закон рейха об охране природы».
В 1933 году «Имперский союз немецких обществ защиты животных» учреждает медаль с портретом канцлера и надписью на аверсе: «Я решительный противник забоя животных. Адольф Гитлер». В 1941 году после нападения нацистской Германии на СССР советский поэт Самуил Яковлевич Маршак написал сатирическое стихотворение «Людоед-вегетарианец, или Две стороны одной медали», посвященное факту выпуска этой медали, которое было напечатано на пропагандистском плакате с карикатурой Кукрыниксов:

Этот добрый человечек заказал себе медаль:

«Мне зарезанных овечек и барашков очень жаль».

Как известно, у медали есть другая сторона,

И на ней мы прочитали роковые письмена:

«Не нужна мне кровь овечья, а нужна мне человечья!»